# Silvia Janoštinová
Silvia Janoštinová, coniugata Bedu (Banská Bystrica, 23 giugno 1978), è un'ex cestista slovacca.

## Carriera
Con la Slovacchia ha disputato tre edizioni dei Campionati europei (1995, 1997, 1999).